# Бугур
Бугур (на уйгурски: بۈگۈر), наричан също Лунтай (на китайски: 轮台; на пинин: Lúntái), е окръг в северозападен Китай, част от Баянгол-монголската автономна префектура на Синдзян-уйгурския автономен регион.
Площта ѝ е 14 189 квадратни километра, а населението – около 86 300 души (1999). Включва оазис в северната част на Таримския басейн, между Куча и Корла по древния Път на коприната.